# Henry Norris (1482-1536)
Pour les articles homonymes, voir Henry Norris.
Sir Henry Norris (c. 1482–17 mai 1536) est un esquire, porte-coton (« Groom of the Stool ») de Henri VIII d'Angleterre. Proche de la reine Anne Boleyn, il est entraîné par la disgrâce de celle-ci, lorsqu'il est accusé, ainsi que Mark Smeaton, Francis Weston, William Brereton et même George Boleyn, le propre frère de la reine, d'avoir eu avec elle des relations adultères. L'opinion prévalente aujourd'hui est qu'il s'agissait d'une accusation injustifiée, dont le but était de se débarrasser de la reine.
Sir Henry Norris avait une propriété à Kew, proche de Richmond où Henri VIII avait installé sa cour.